# Cardamine altigena
Cardamine altigena är en korsblommig växtart som beskrevs av Rudolf Schlechter och Otto Eugen Schulz. Cardamine altigena ingår i släktet bräsmor, och familjen korsblommiga växter. Inga underarter finns listade i Catalogue of Life.